# Мілан Барош
Мі́лан Ба́рош (чеськ. Milan Baroš народився 28 жовтня 1981) — колишній футболіст, гравець збірної Чехії, останній клуб у кар'єрі — Банік (Острава)

## Досягнення

### Клубні
- «Ліверпуль»
  - Переможець Ліги чемпіонів УЄФА: 2004-05
  - Володар Кубка Футбольної ліги: 2002-03
- «Ліон»
  - Чемпіон Франції: 2006-07
  - Володар Суперкубка Франції: 2007
- «Портсмут»
  - Володар Кубка Англії: 2007-08
- «Галатасарай»
  - Чемпіон Туреччини: 2011-12
  - Найкращий бомбардир Чемпіонату Туреччини: 2008-09
- «Млада Болеслав»
  - Володар Кубка Чехії: 2015-16

### У складі збірної
- Чемпіон Європи (U-21): 2002
- Бронзовий призер чемпіонату Європи 2004
- Найкращий бомбардир чемпіонату Європи 2004 — 5 голів
- Учасник літньої Олімпіади-2000, чемпіонату світу 2006 і чемпіонату Європи 2008